# Las cartas de Alou
Las cartas de Alou és una pel·lícula espanyola dirigida per Montxo Armendáriz que tracta de la immigració subsahariana a Espanya i els prejudicis.

## Sinopsi
Alou, un senegalès que ha ingressat il·legalment a Espanya, només pot trobar treballs ocasionals a causa de la seva situació. Gràcies a les cartes que envia regularment als seus pares, escoltem les seves experiències i sentiments mentre tracta laboriosament d'integrar-se a la societat espanyola. Comença en la costa d'Almeria, treballant en els hivernacles. Després viatja a Madrid, on entra en contacte per primera vegada amb les vendes il·legals. Després es dirigeix al Segrià per a treballar collint fruita i, finalment, a Barcelona, on treballa a la botiga de roba d'un altre immigrant africà. La seva aventura arriba a un abrupte final quan és arrestat per la policia. Però creua l'Estret novament, tancant el cercle que deixa una porta oberta a l'esperança.

## Repartiment
- Mulie Jarju: Alou
- Eulàlia Ramon: Carmen
- Ahmed El-Maaroufi: Moncef
- Akonio Dolo: Mulai
- Albert Vidal: Pare de Carmen
- Rosa Morata: Esposa de Mulai
- Mamadou Lamine: Kassim
- Ly Babali: Ibrahima
- M'Barick Guisse: Lami
- Joaquín Notario: Antonio

## Premis
Medalles del Cercle d'Escriptors Cinematogràfics de 1991
| Categoria            | Candidat             | Resultat   |
| -------------------- | -------------------- | ---------- |
| Millor pel·lícula    | Millor pel·lícula    | Guanyadora |
| Millor fotografia    | Joan Amorós i Andreu | Guanyador  |
| Millor guió original | Montxo Armendáriz    | Guanyador  |

V Premis Goya
| Categoria                    | Persona                           | Resultat  |
| ---------------------------- | --------------------------------- | --------- |
| Millor pel·lícula            | Millor pel·lícula                 | Nominada  |
| Millor director              | Montxo Armendáriz                 | Nominat   |
| Millor guió original         | Montxo Armendáriz                 | Guanyador |
| Millor fotografia            | Alfredo F. Mayo                   | Guanyador |
| Millor muntatge              | Rosario Sáinz de Rozas            | Nominada  |
| Millor so                    | Pierre Lorraine Eduardo Fernández | Nominada  |
| Millors efectes especials    | Reyes Abades Juan Ramón Molina    | Nominada  |
| Millor direcció de producció | Primitivo Álvaro                  | Nominat   |

Festival Internacional de Cinema de Sant Sebastià (1990): Conquilla d'Or